# Rhynchina bicolor
Rhynchina bicolor är en fjärilsart som beskrevs av W. Warren 1913. Rhynchina bicolor ingår i släktet Rhynchina och familjen nattflyn. Inga underarter finns listade.